# ホルヘ・チャベス

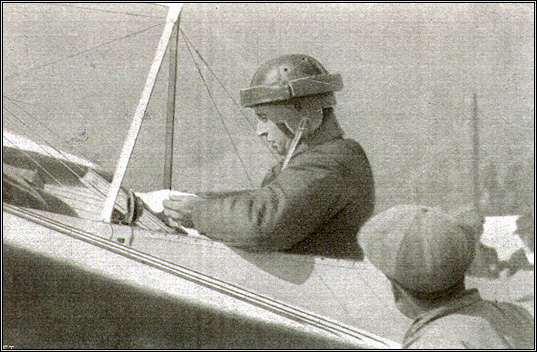
ブリークのホルヘ・チャベス

ホルヘ・チャベス（Jorge Chávez Dartnell または Géo Chávez 、1887年1月13日 – 1910年9月27日）は、航空黎明期に活動したフランス出身（ペルー系フランス人）のパイロット。アルプス越えの飛行に挑戦し、着陸寸前に墜落し事故死した。
パリでペルー人の両親のもとに生まれた。Violet Schoolで工学を学んだ。ファルマン兄弟の飛行学校に入学し1910年2月28日ランスで初飛行した。フランスやヨーロッパ各国の飛行競技会に参加し8月8日にはイギリスのブラックプールまでブレリオ単葉機で飛行し1647mの高度記録を記録した。9月6日には、フランスのイシ・レ・ムリノー上空の飛行で高度記録を2652mまで伸ばした。
これらの成功をもとにチャベスはイタリア航空クラブが設けた賞金$20,000初のアルプス越え飛行に挑戦することを決めた。天候の回復を数日待った後1910年9月23日、スイスのブリークを離陸し、シンプロン峠（標高2008m）を越える51分の飛行の後、イタリアのドモドッソラ上空に到達した。着陸の前に飛行機は墜落した。以前の飛行で機体が破損したときの修理が不適当で、強い山地の風で機体が破壊したと考えられている。チャベスは重傷を負い4日後に死亡した。
チャベスの死は航空界に大きな衝撃を与え、ブリークとドモドッソラには記念碑が作られた。ペルーでは航空に関するさまざまなものにチャベスの名が与えられた。チャベスはフランスに埋葬されたが、1957年にペルーのLas Palmasのペルー空軍士官学校に墓が作られた。リマの国際空港はホルヘ・チャベス国際空港と命名されている。空港にはチャベスの乗機のブレリオ XIの模型が飾られていた。